# Спрингер, Джейден
Джейден Спрингер (порт. Jaden Tyree Springer, род. 2002, Шарлотт, Северная Каролина) — американский баскетболист, выступающий за команду Национальной баскетбольной ассоциации «Юта Джаз». На драфте НБА 2021 года был выбран в первом раунде под общим 28-м номером клубом «Филадельфия Севенти Сиксерс». Как резервный игрок выиграл сезон НБА 2023/2024, выступая за «Бостон Селтикс».

## Профессиональная карьера

### Филадельфия Севенти Сиксерс (2021—2024)
Спрингер был выбран на драфте НБА 2021 года в первом раунде под общим 28-м номером клубом «Филадельфия Севенти Сиксерс». 4 августа 2021 года Спрингер подписал контракт с «Севенти Сиксерс». 24 октября 2021 года Спрингер был отправлен в фарм-клуб «Делавэр Блю Коатс» из Джи-Лиги. Большую часть своего дебютного сезона на профессиональном уровне Спрингер отыграл за «Делавэр Блю Коатс», в то время как за «Филадельфию» провёл только 2 матча.
В своём втором сезоне Спрингер выиграл титул чемпиона Джи-Лиги и был признан лучим игроком финала.

### Бостон Селтикс (2024—2025)
8 февраля 2024 года Спрингер был обменян в «Бостон Селтикс», взамен «Филадельфия» получила выбор во втором раунде драфта. В сезоне 2023/2024 Спрингер стал чемпионом НБА, игроки «Бостон Селтикс» в финале обыграли «Даллас Маверикс» в 5 матчах. 
Спрингер впечатляюще выступил в Летней лиге НБА 2024 года, продемонстрировав свои навыки и потенциал для получения более значимой роли в «Бостон Селтикс». В первой игре «Селтикс» против «Майами Хит» Спрингер возглавил команду, набрав 23 очка, продемонстрировав свои бомбардирские способности и потенциал для игры в защите. Спрингер сыграл всего одну игру, после чего «Селтикс» перестали выпускать его на матчи Летней лиги.
22 января 2025 года Спрингер набрал 8 очков и сделал 4 перехвата (повторив свой рекорд в карьере) в овертайме победной игры против «Лос-Анджелес Клипперс» (117–113).

### Юта Джаз (2025—настоящее время)
6 февраля 2025 года Спрингер вместе с выбором во втором раунде драфта 2030 года и защищенным выбором во втором раунде драфта 2027 года был обменён в «Хьюстон Рокетс» в обмен на защищенный выбор во втором раунде драфта 2031 года. Позже в тот же день «Рокетс» отказались от Спрингера. 20 февраля 2025 года Спрингер подписал 10-дневный контракт с «Юта Джаз». 2 марта 2025 года Спрингер подписал трёхлетний контракт с «Ютой».

## Статистика

### Статистика в НБА
| Сезон                                                                                    | Команда     | Регулярный сезон | Регулярный сезон | Регулярный сезон | Регулярный сезон | Регулярный сезон | Регулярный сезон | Регулярный сезон | Регулярный сезон | Регулярный сезон | Регулярный сезон | Регулярный сезон | Серия плей-офф | Серия плей-офф | Серия плей-офф | Серия плей-офф | Серия плей-офф | Серия плей-офф | Серия плей-офф | Серия плей-офф | Серия плей-офф | Серия плей-офф | Серия плей-офф |
| Сезон                                                                                    | Команда     | GP               | GS               | MPG              | FG%              | 3P%              | FT%              | RPG              | APG              | SPG              | BPG              | PPG              | GP             | GS             | MPG            | FG%            | 3P%            | FT%            | RPG            | APG            | SPG            | BPG            | PPG            |
| ---------------------------------------------------------------------------------------- | ----------- | ---------------- | ---------------- | ---------------- | ---------------- | ---------------- | ---------------- | ---------------- | ---------------- | ---------------- | ---------------- | ---------------- | -------------- | -------------- | -------------- | -------------- | -------------- | -------------- | -------------- | -------------- | -------------- | -------------- | -------------- |
| 2021/22                                                                                  | Филадельфия | 2                | 0                | 3,0              | 100,0            | -                | -                | 1,0              | 0,0              | 0,0              | 1,0              | 1,0              | 5              | 0              | 2,6            | 50,0           | 0,0            | -              | 0,8            | 0,4            | 0,0            | 0,0            | 1,2            |
| 2022/23                                                                                  | Филадельфия | 16               | 2                | 5,6              | 48,6             | 40,0             | 75,0             | 0,9              | 0,5              | 0,4              | 0,2              | 2,6              | 4              | 0              | 4,3            | 100,0          | -              | 50,0           | 0,0            | 0,0            | 0,3            | 0,0            | 2,3            |
| 2023/24                                                                                  | Филадельфия | 32               | 1                | 11,8             | 39,0             | 21,6             | 82,4             | 1,8              | 1,1              | 0,8              | 0,3              | 4,0              | Не участвовал  | Не участвовал  | Не участвовал  | Не участвовал  | Не участвовал  | Не участвовал  | Не участвовал  | Не участвовал  | Не участвовал  | Не участвовал  | Не участвовал  |
| 2023/24                                                                                  | Бостон      | 17               | 1                | 7,6              | 43,3             | 18,2             | 87,5             | 1,2              | 0,5              | 0,6              | 0,2              | 2,1              | 4              | 0              | 5,5            | 66,7           | -              | -              | 0,8            | 0,3            | 0,0            | 0,3            | 1,0            |
| 2024/25                                                                                  | Бостон      | 26               | 0                | 5,4              | 35,3             | 31,6             | 71,4             | 0,9              | 0,4              | 0,5              | 0,0              | 1,7              | Не участвовал  | Не участвовал  | Не участвовал  | Не участвовал  | Не участвовал  | Не участвовал  | Не участвовал  | Не участвовал  | Не участвовал  | Не участвовал  | Не участвовал  |
| 2024/25                                                                                  | Юта         | 17               | 2                | 13,2             | 41,1             | 20,7             | 70,6             | 2,0              | 1,4              | 0,7              | 0,2              | 3,8              | Не участвовал  | Не участвовал  | Не участвовал  | Не участвовал  | Не участвовал  | Не участвовал  | Не участвовал  | Не участвовал  | Не участвовал  | Не участвовал  | Не участвовал  |
|                                                                                          | Всего       | 110              | 6                | 8,8              | 40,9             | 23,8             | 77,3             | 1,4              | 0,8              | 0,6              | 0,2              | 2,9              | 13             | 0              | 4,0            | 69,2           | 0,0            | 50,0           | 0,5            | 0,2            | 0,1            | 0,1            | 1,5            |
| Наведите курсор мыши на аббревиатуры в заголовке таблицы, чтобы прочесть их расшифровку. |             |                  |                  |                  |                  |                  |                  |                  |                  |                  |                  |                  |                |                |                |                |                |                |                |                |                |                |                |

### Статистика в Джи-Лиге
| Сезон                                                                                    | Команда           | Регулярный сезон | Регулярный сезон | Регулярный сезон | Регулярный сезон | Регулярный сезон | Регулярный сезон | Регулярный сезон | Регулярный сезон | Регулярный сезон | Регулярный сезон | Регулярный сезон | Серия плей-офф | Серия плей-офф | Серия плей-офф | Серия плей-офф | Серия плей-офф | Серия плей-офф | Серия плей-офф | Серия плей-офф | Серия плей-офф | Серия плей-офф | Серия плей-офф |
| Сезон                                                                                    | Команда           | GP               | GS               | MPG              | FG%              | 3P%              | FT%              | RPG              | APG              | SPG              | BPG              | PPG              | GP             | GS             | MPG            | FG%            | 3P%            | FT%            | RPG            | APG            | SPG            | BPG            | PPG            |
| ---------------------------------------------------------------------------------------- | ----------------- | ---------------- | ---------------- | ---------------- | ---------------- | ---------------- | ---------------- | ---------------- | ---------------- | ---------------- | ---------------- | ---------------- | -------------- | -------------- | -------------- | -------------- | -------------- | -------------- | -------------- | -------------- | -------------- | -------------- | -------------- |
| 2021/22                                                                                  | Делавэр Блю Коатс | 29               | 28               | 28,2             | 46,3             | 25,0             | 67,0             | 4,3              | 2,5              | 2,0              | 0,7              | 14,8             | Не участвовал  | Не участвовал  | Не участвовал  | Не участвовал  | Не участвовал  | Не участвовал  | Не участвовал  | Не участвовал  | Не участвовал  | Не участвовал  | Не участвовал  |
| 2022/23                                                                                  | Делавэр Блю Коатс | 30               | 29               | 29,4             | 50,1             | 31,8             | 78,8             | 4,7              | 2,6              | 2,3              | 0,9              | 18,7             | 4              | 4              | 40,2           | 40,7           | 47,4           | 77,3           | 10,0           | 2,0            | 1,3            | 2,3            | 27,3           |
| 2023/24                                                                                  | Делавэр Блю Коатс | 1                | 1                | 23,4             | 50,0             | 60,0             | 50,0             | 4,0              | 2,0              | 3,0              | 0,0              | 19,0             | Не участвовал  | Не участвовал  | Не участвовал  | Не участвовал  | Не участвовал  | Не участвовал  | Не участвовал  | Не участвовал  | Не участвовал  | Не участвовал  | Не участвовал  |
| 2023/24                                                                                  | Мэн Селтикс       | 1                | 0                | 33,6             | 61,1             | 50,0             | 40,0             | 6,0              | 3,0              | 1,0              | 0,0              | 26,0             | Не участвовал  | Не участвовал  | Не участвовал  | Не участвовал  | Не участвовал  | Не участвовал  | Не участвовал  | Не участвовал  | Не участвовал  | Не участвовал  | Не участвовал  |
|                                                                                          | Всего             | 61               | 58               | 28,8             | 48,7             | 29,8             | 72,1             | 4,6              | 2,6              | 2,1              | 0,8              | 17,0             | 4              | 4              | 40,2           | 40,7           | 47,4           | 77,3           | 10,0           | 2,0            | 1,3            | 2,3            | 27,3           |
| Наведите курсор мыши на аббревиатуры в заголовке таблицы, чтобы прочесть их расшифровку. |                   |                  |                  |                  |                  |                  |                  |                  |                  |                  |                  |                  |                |                |                |                |                |                |                |                |                |                |                |

### Статистика в NCAA
| Сезон | Команда  | Conf  | Class | GP | GS | MPG  | FG%  | 3P%  | FT%  | RPG | APG | SPG | BPG | PPG  |
| --- | -------- | ----- | ----- | -- | -- | ---- | ---- | ---- | ---- | --- | --- | --- | --- | ---- |
| 2020/21 | Теннесси | SEC   | FR    | 25 | 15 | 25,9 | 46,7 | 43,5 | 81,0 | 3,5 | 2,9 | 1,2 | 0,4 | 12,5 |
| Всего | Всего    | Всего | Всего | 25 | 15 | 25,9 | 46,7 | 43,5 | 81,0 | 3,5 | 2,9 | 1,2 | 0,4 | 12,5 |
| Наведите курсор мыши на аббревиатуры в заголовке таблицы, чтобы прочесть их расшифровку Статистика приведена с сайта sports-reference.com |          |       |       |    |    |      |      |      |      |     |     |     |     |      |